# Louis Carrier
Louis Carrier, francoski general, * 1889, † 1969.